# Vének
Vének là một thị trấn thuộc hạt Győr-Moson-Sopron, Hungary. Thị trấn này có diện tích 6,89 km², dân số năm 2010 là 185 người, mật độ 27 người/km².